# XMail
XMail ist ein freier POP3/ESMTP Internet- und Intranet-E-Mail-Server für Unix, Linux und Microsoft-Windows-Betriebssysteme. XMail wurde bis ca. 2010 unter einer GNU-Lizenz entwickelt.

## Funktionsweise
Durch mehrere Filterschnittstellen wurde XMail ein flexibles Werkzeug. Filter konnten in beliebigen Programmiersprachen implementiert werden, die Kommandozeilenargumente verarbeiten und Fehlercodes zurückgeben können. Darüber hinaus gab es eine Schnittstelle, um nahezu alle Serverfunktionen fernwarten zu können.

## Verbreitung
In einer Analyse von Falco Timme wurde im März und April 2004 die Marktdurchdringung verschiedener Mailserver auf Basis eines Scans von damals bestehenden Mailservern in Europa und den Vereinigten Staaten gemessen. XMail landete bei dieser Analyse mit einer Marktdurchdringung von 0,23 % (März) bzw. 0,10 % (April) auf Platz 11 hinter ESMTP, Sendmail, IMail, Exim, Postfix, MailEnable, Merak, Mailer-Daemon, MERCUR und CommuniGate Pro, aber z. B. vor Lotus Domino oder Microsoft Exchange.
Eine Analyse der Marktdurchdringung von Security Space im Mai 2015 von ca. 2,3 Millionen Servern listete nach Antwort von über einer Million Server (Antwortrate) XMail unter 33 installierten Mailservern ebenfalls auf Platz 11 mit einem Marktanteil von 0,14 %.